# قنطريون عسقلاني
القنطريون العسقلاني واسمه العلمي (باللاتينية: Centaurea ascalonica) نوع نباتي ينتمي إلى جنس القنطريون من الفصيلة النجمية.
موطنه الأصلي المشرق العربي.